# 克莉丝汀和皇后
埃洛伊兹·阿德莱伊德·莱提希尔（法語：Héloïse Adelaïde Letissier，法語發音：[elɔiz adəlaid lətisje]； 1988年6月1日—），艺名克莉丝汀和皇后（Christine and the Queens）或简称克里斯（Chris），是一位法国歌手、词曲作家和制片人。 2012年，莱提希尔就已和独立唱片公司因为音乐签约，他的首张专辑《Chaleur humaine》（2014年）被《卫报》、《独立报》、《Mojo》和《新音乐快递》评为年度最佳专辑之一。2018年9月，他发行了他的第二张专辑《Chris》，该专辑被《卫报》评为“年度专辑” ，专辑首支单曲《Girlfriend》被《时代》评为“年度最佳歌曲”
。 